# Erocha discreta
Erocha discreta är en fjärilsart som beskrevs av Walker 1864. Erocha discreta ingår i släktet Erocha och familjen nattflyn. Inga underarter finns listade i Catalogue of Life.